# Tetraloniella eriocarpi
Tetraloniella eriocarpi är en biart som först beskrevs av Cockerell 1898.  Tetraloniella eriocarpi ingår i släktet Tetraloniella och familjen långtungebin. Inga underarter finns listade i Catalogue of Life.